# Луколи Алто (Л'Аквила)
Луколи Алто (итал. Lucoli Alto) је насеље у Италији у округу Л'Аквила, региону Абруцо.
Према процени из 2011. у насељу је живело 43 становника. Насеље се налази на надморској висини од 1128 м.